# Вольф, Эдуард

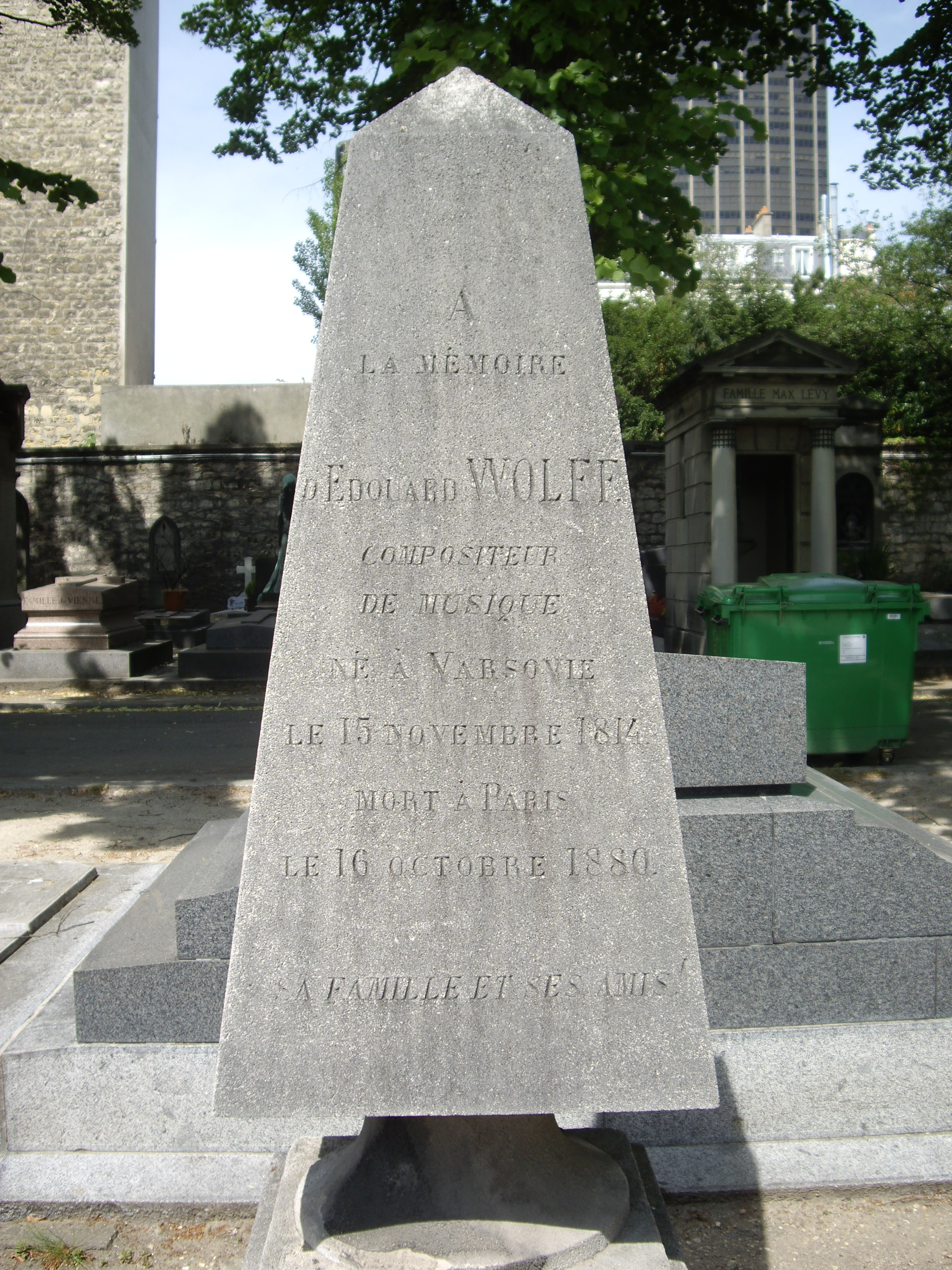
Могила Эдуарда Вольфа на кладбище Монпарнас (Париж)

Эдуард Вольф (пол. Edward Wolff; 15 сентября 1816, Варшава — 16 октября 1880, Париж) — русско-польский пианист и композитор.

## Биография
Родился в образованной и ассимилированной еврейской семье. Сын врача. Мать была хозяйкой музыкального салона в Варшаве. Его племянниками были Генрик Венявский, скрипач и композитор, и Юлиан Венявский, прозаик и драматург.
Первые уроки игры на фортепиано получил у своей матери.
Учился музыке вместе с Шопеном в Вене (с 1832) и Париже. Брал частные уроки у Юзефа Эльснера.
В 1835 г. уехал в Париж, где позже, вместе с Листом и Шопеном, входил в число ведущих музыкантов. Позже, между Шопеном и Э. Вольфом появилась отчужденность. Тем не менее он посвятил Шопену две из своих более чем 300 музыкальных сочинений для фортепиано (Grand Allegro de Concert и Rêverie-Nocturne (Hommage à Chopin)).
Совершил с большим успехом ряд артистических поездок по Франции и Германии.
Как композитор, Э. Вольф отличался большой плодовитостью; число напечатанных им сочинений достигает 350. Из них, в особенности, замечательны этюды, изданные в Париже у Шлезингера. Кроме того, им созданы ноктюрны, мазурки, песни на польском языке, марши, фантазии и прочее. Его этюды включены в учебник «Méthode des méthodes de piano» Фетиса и Мошелеса, вместе с тремя этюдами Шопена.
Его произведения исполнял скрипач Генрик Венявский.
Похоронен на кладбище Монпарнас (Париж).